# Австро-Унгария
Австро-Унгария (на немски: Österreich-Ungarn; на унгарски: Osztrák-Magyar Monarchia) е историческа дуалистична монархия, състояща се от две части – Представените в Имперското събрание кралства и земи (на немски: Im Reichsrat vertretenen Königreichen und Ländern) и Земите на светата маджарска корона (на унгарски: A Magyar Szent Korona Országai). За по-кратко неформално са използвани наименования на двете части, разделени от река Лейта – Цислейтания ("земите отсам Лейта) и Транслейтания („земите оттатък Лейта“).
Австро-Унгария е съвкупност от територии, известни като „коронни земи“ (Kronenländer), обединени в персонална уния в лицето на монарха от династията на Хабсбургите. Просъществува от 1867 г., когато Унгария получава широка автономия в рамките на империята, до края на Първата световна война, когато търпи поражение и се разпада през 1918 г.
Австро-Унгария е втората по големина държава в Европа след Руската империя и трета по население след Руската и Германската империя.

## Образуване
Австро-Унгария се появява през 1867 г. в резултат на реформата на Австрийската империя, която започва своята история през 14 век. Дуалистичната монархия представлява конгломерат от различни територии с различни политически подсистеми, придобити от Хабсбургите чрез войни и бракове и обединява единадесет различни етнически групи. Двете най-многобройни националности, германци и унгарци, съставляват по-малко от половината от населението (съответно 12 и 10%).
Населението на Австро-Унгария е около 40 млн. жители през 1890 г. и достига до 50 млн. през 1914 със средногодишен естествен прираст през този период от около 500 000 души годишно. Същевременно ежегодно емигрират около 250 000 души.
Още през 1867 г. е постигнат компромис, наричан Изравняване (на немски: Ausgleich; на унгарски: kiegyezés), за общите правила на управление. Изравняването означава, че държавата оттук насетне е съставена от две равностойни политически образувания в персонална уния. Монархът остава император на австрийските земи и крал на унгарските и заедно със съветници ръководи външната политика и общите армия и флот. Но двете половини имат отделни парламенти, отделни правителства, отделни бюджети и дори отделни армии (Ландвер в Австрия и Хонведи в Унгария). Двамата премиери и тримата общи министри на външните работи, войната и финансите образуват Министерски съвет, докато представители на парламентите разискват заедно в орган, наречен Делегациите. Парламентът на Австрия има долна камара – Райхсрат – избирана от всички пълнолетни мъже. Унгарският парламент е избиран от силно ограничена избирателна система само от етнически унгарци. В същото време в рамките на унгарското кралство хърватите имат свое отделно събрание със силно ограничени функции. Дуалистичната система се отразява и на външната политика, като и двамата премиери трябва да бъдат консултирани по важните въпроси.
Във външнополитическо отношение през 80-те години на 19 век Австро-Унгария е част от Съюз на тримата императори заедно с Германия и Русия, но той бързо престава да действа.
В началото на 20 век Австро-Унгария внася и изнася най-много стоки от и към Германската империя и зависи икономически от нея.

## Граници
На север Австро-Унгария граничи със Саксония, Прусия и Руската империя, на изток – с Румъния и Русия, на юг – с Румъния, Сърбия, Османската империя, Черна гора, Италия и Адриатическо море, а на запад – с Италия, Швейцария, Лихтенщайн и Бавария. (През 1871 г. Саксония, Прусия и Бавария влизат в състава на Германската империя).

## Административно деление
Империята в политическо отношение се дели на две половини. Кралствата и земите, представени в Имперското събрание, неформално наричана Цислейтания, е австрийската част на дуалистичната монархия. Управлявана е от Имперското събрание (на немски: Reichsrat), заседаващо във Виена. Земите на свещената маджарска корона, неформално наричани Транслейтания – са унгарската част на дуалистичната монархия и са управлявани от Унгарското национално събрание (на унгарски: Magyar Országgyűlés), заседаващо в Будапеща.
В административно отношение Австро-Унгария се дели на следните съставни части:
| Провинция                                     | Столица       |
| --------------------------------------------- | ------------- |
| Ерцхерцогство Австрия под Енс (Долна Австрия) | Санкт Пьолтен |
| Ерцхерцогство Австрия над Енс (Горна Австрия) | Линц          |
| Суверено графство Тирол с                     | Инсбрук       |
| – Област Форарлберг                           | Брегенц       |
| Херцогство Залцбург                           | Залцбург      |
| Херцогство Щирия                              | Грац          |
| Херцогство Каринтия                           | Клагенфурт    |
| Херцогство Крайна                             | Любляна       |
| Крайбрежие (с три коронни земи)               |               |
| – Суверено графство Гориция и Градиска        | Гориция       |
| – Маркграфство Истрия                         | Пореч         |
| – Свободен имперски град Триест с област      | Триест        |
| Кралство Бохемия                              | Прага         |
| Маркграфство Моравия                          | Бърно         |
| Херцогство Силезия                            | Опава         |
| Кралство Галиция и Лодомерия (включващо и)    | Лвов          |
| – Велико херцогство Краков                    | Краков        |
| – Херцогства Аушвиц и Затор                   |               |
| Херцогство Буковина                           | Чернивци      |
| Кралство Далмация                             | Задар         |

| Провинция                                                 | Столица  |
| --------------------------------------------------------- | -------- |
| Кралство Унгария и Войводство Седмоградско (Трансилвания) | Будапеща |
| Кралство Хърватско и Славония                             | Загреб   |
| Свободен имперски град Фиуме и област                     | Риека    |

| Провинция                     | Столица |
| ----------------------------- | ------- |
| Босна и Херцеговина (от 1908) | Сараево |

В Босна и Херцеговина Австро-Унгария се намесва след Берлинския договор от 1878 г., като въвежда окупационен режим под претекст да се въдвори мир и ред след размириците в двете области през 1875 – 1878 г. Османският султан си запазва на хартия суверенитета, което е потвърдено с двустранна конвенция през април 1879 г. Още в края на същата година и в началото на 1880 обаче Австро-Унгария включва Босна и Херцеговина в своите митнически граници и в данъчната си система. Управлението е поставено под пряк контрол от финансовото министерство във Виена. През 1881 г. е въведена военна повинност за местното население, което води до въоръжено въстание в Херцеговина в началото на 1882 г.

## Владетели
Начело на Австро-Унгария стои австрийският император, който е и унгарски крал (Негово императорско и кралско величество; учрежденията се наричат Императорски и кралски). Той се ползва с още много други титли (най-важната от тях е крал на Бохемия, или Чехия), отнасящи се към различни региони и държави или традиционни за династията на Хабсбургите.
Официалната титулатура на владетеля е: „Негово имперско и кралско апостолическо величество (име), по Божията воля император (кайзер) на Австрия, крал на Унгария и Бохемия, на Далмация, Хърватско, Славония, Галиция, Лодомерия и Илирия, крал на Йерусалим, ерцхерцог на Австрия, велик херцог на Тоскана и Краков, херцог на Лотарингия, на Залцбург, Щирия, Каринтия, Крайна и на Буковина, войвода на Седмоградско, маркграф на Моравия, херцог на Горна и Долна Силезия, на Модена, Парма, Пиаченца и Гуасталла, на Аушвиц и Затор, на Тешен, Фриули, Рагуза (Дубровник) и Зара (Задар), суверен граф на Хабсбург и Тирол, на Кюбург (днес в кантон Цюрих, Швейцария), Гориция и Градиска, владетел на Триент (Трентино) и Бриксен (Болцано-Бресаноне), маркграф на Горен и Долен Лаузиц и в Истрия, граф на Хоенемс, Фелдкирх, Брегенц, Зоненберг и т.н., владетел на Триест, на Катаро и на Вендската марка (Словенска Крайна), Велик войвода на Войводство Сърбия и т.н.“.
Хронология:
- Франц II (1804 – 1835), който едновременно е и унгарски крал под името Ференц I;
- Фердинанд I (1835 – 1848), който едновременно е и унгарски крал под името Фердинанд V;
- Франц Йосиф (1848 – 1916), който едновременно е и унгарски крал (де факто: 1849 – 1916, де юре: 1867 – 1916);
- Карл I (1916 – 1918), който едновременно е и унгарски крал под името Карл IV.

## Първа световна война
В началото на 20 век, Австро-Унгария анексира Босна и Херцеговина, дотогава под управлението на Османската империя и предизвиква т.нар. Босненска криза, която по-късно има като последица Сараевския атентат, станал повод за избухването на Първата световна война.
През 1914 г. Австро-Унгария влиза в състава на блока на Централните сили. Тя има една от най-силните сухопътни армии по време на войната. Мобилизирани са 9 000 000 души, като това е третата по численост мобилизация след тези в Руската империя и Германия.
Австро-Унгария е в най-тежко положение от всички съюзници по време на войната, тъй като е принудена да води война на 4 фронта – южен Балкански, Румънски, Източен (руски) и Италиански фронт. Въпреки това Австро-Унгария постига редица победи във войната. През 1915 г., заедно с българската армия разгромява окончателно Сърбия. През 1916 г. Австро-Унгария разгромява Черна гора и налага договор на безусловна капитулация, по-късно същата година Австро-Унгария, заедно с България и Германия, побеждават румънската армия и окупират 2/3 от територията на Румъния.
През 1917 г. австро-унгарската армия разгромява италианците при Капорето и разрушава италианския фронт, пътищата към Милано и Рим са открити. Въпреки това Австрия не предприема решително настъпление, защото изпраща войски на Германия в помощ на западния фронт. През това време Австро-Унгария води редица преговори за излизане от войната, някои от които са почти успешни, но упорството на Италия да вземе най-голямото австрийско пристанище Триест, провалят почти завършилите мирни преговори.

## Разпокъсване на империята
Едновременно с поражението във войната Австро-Унгария е насилствено разкъсана от Антантата (ноември 1918 г.) според Сенжерменския договор. Главната причина за това е страхът от бързо възстановяване на мощната държава и желанието за завземане на австрийските сфери на влияние от Антантата.
Принципът за самоопределение на съставните нации на Австро-Унгария и даване на възможност за автономното им развитие е споменат в Четиринадесетте точки на Уилсън. Според мирния договор тя изгубва Южен Тирол и полуостров Истрия в полза на Италия, Далмация, част от Каринтия, Крайна и Босна в полза на Югославия, Галиция в полза на Полша, Буковина в полза на Румъния, както и Бохемия и Моравия, които стават част от новосъздадената Чехословакия. Антантата забранява всякаква връзка с Германия – както използването на термина „Германска Австрия“ от бъдещата австрийска държава, така и обединението с Германия (Аншлус).

### Австрия
Австрия е превърната в малка немскоезична държава, с едва 40% от немците в империята и около 12% от територията и цялото население на империята. Около 8 млн. австрийци остават завинаги извън родината – 3,5 млн. в Чехословакия, 2 милиона в Унгария, 1 милион в Румъния, 600 000 в Сърбо-хърватско-словенското кралство, 500 000 в Полша, 200 000 в Италия.

### Унгария
Същата съдба сполетява и Унгария. Около 3,5 милиона маджари остават извън пределите на родината – 2 милиона в Трансилвания (Румъния), 700 000 в Чехословакия, 500 000 в Сърбо-хърватско-словенското кралство и по-малки групи в Полша, Австрия и Италия. Унгария губи 2/3 от територията си, около 30% от унгарското население и около 60% от цялото население на бившето унгарско кралство. Кралят Карл I от династията на Хабсбургите е свален.

### Бохемия, Моравия и Словакия
Земите на австрийските провинции Бохемия, Моравия и Словакия, заедно със Закарпатска Рутения, сформират Чехословакия – изкуствено създадена държава под натиска на Франция, не на национален принцип, а на принципа на изгодните граници, които биха помогнали максимално за изолацията на Германия и максималното смаляване на Австрия и Унгария, за да не могат никога да се съвземат. Съгласието за формирането на обща държава е постигнато от Томаш Гариг Масарик, който организира чешките и словашките общности и политически сдружения извън границите на империята преди и по време на Първата световна война. Съглашението между чехи и словаци е плод на общи интереси. До формирането на общата държава контактите между двете нации не са особено интензивни. Предимно индустриалните Бохемия и Моравия (Чехия) и предимно аграрната Горна Унгария (Словакия) дори не са част от едно и също държавно формирование. Бохемия и Моравия влизат в австрийската част на империята, а словашките земи – в унгарската, както е видно и от официалното им наименование до 1918 г. Но обединението на чехи и словаци е разглеждано като преграда пред германския и унгарския национализъм, тъй като значителни общности от австрийски германци и унгарци влизат в границите на новата държава и отказват да се примирят в това обстоятелство. От 13 млн. души 6 млн. са чехи, 3,5 млн. са австрийци, 2 млн. са словаци, 700 000 са унгарци, 500 000 русини и други по-малки етнически групи.

### Словенските, хърватски и босненски земи
Словенските, хърватските и босненските земи влизат в състава на Кралство на сърби, хървати и словенци (от 1929 г. – Кралство Югославия), поради заплахата от Италия, но най-вече за да не бъдат третирани като държави, загубили войната на предстоящата мирна конференция. Словения, Хърватско и Босна днес оценяват излизането от демократичната Хабсбургска империя като историческа грешка.
Краковската земя и Галиция стават част от новата държава – Полша.